# Poljica (Podbablje)
Poljica (poznata i kao Imotska Poljica) su naselje u Splitsko-dalmatinskoj županiji, u Imotskoj krajini u općini Podbablju. 

## Zemljopisni položaj
Ranije naseljeni dio naselja se nalazi na južnoj strani manjih brda južno kojih se nalazi gora Osoje. Između brda i Osoja se nalazi malo polje po kojemu je naselje dobilo ime. Novije naseljeni dio se nalazi uz državnu cestu DC76.

## Stanovništvo
Prema popisu iz 2011. naselje ima 840 stanovnika i oko 245 stambenih jedinica.
Neka od brojnijih prezimena sela su: Livajići, Lozići, Skake, Ćelići, Biloši,Pekići,Luetići, Ćerlukići, Šušnjari, Žarkovići, Kujundžić-Lujani, Gudelj-Velage,Runci,Pekići,Lovrići,Đuke,Gaće,Margetići...
| broj stanovnika | 835   | 1288  | 989   | 1097  | 1364  | 1641  | 1449  | 1101  | 1188  | 1191  | 1124  | 1160  | 992   | 970   | 816   | 808   | 708   |
|                 | 1857. | 1869. | 1880. | 1890. | 1900. | 1910. | 1921. | 1931. | 1948. | 1953. | 1961. | 1971. | 1981. | 1991. | 2001. | 2011. | 2021. |

## Kultura
U sredini polja ispod sela nalazi se preko 250 godina stara crkva Sv. Ane. 
Ispred kuće Miroslava Gudelja Velage, hrvatskog junaka Domovinskog rata, pjesnika i umjetnika održavat će se svakog 6. srpnja pjesnički susreti mladih Imotske krajine Miroslavu Gudelju Velagi Migiju u čast.

## Obrazovanje
U podnožju sela nalazi se osnovna škola, jedna od najstarijih u županiji.

## Promet
Prometno su povezana autoputom A1 udaljenim 10 km (Zagvozd), a izgradnjom tunela Sv. Ilija kroz Biokovo čime se udaljenost do mora višestruko skratila na 15 km. Glavna ulica je Ulica hrvatskih branitelja i proteže se od Gudelj-Velagića pa sve do Biloša.

## Poznate osobe
- Miroslav Gudelj Velaga (1970. – 1991.), hrv. junak, pjesnik i umjetnik
- Mladen Kljenak, hrvatski književnik
- Ivan Lozo, hrv. emigrantski djelatnik
- Krunoslav Zujić, hrv. književnik, profesor i partizan
- Zdravko Žarković, hrv. zagonetač (podrijetlom)